# Matej Bor
Vladimir Pavčič, que escribió con el pseudónimo más conocido de Matej Bor [matéj bòr] (14 de abril de 1913, Grgar; 29 de septiembre de 1993, Liubliana) fue un poeta y escritor esloveno. 

## Vida

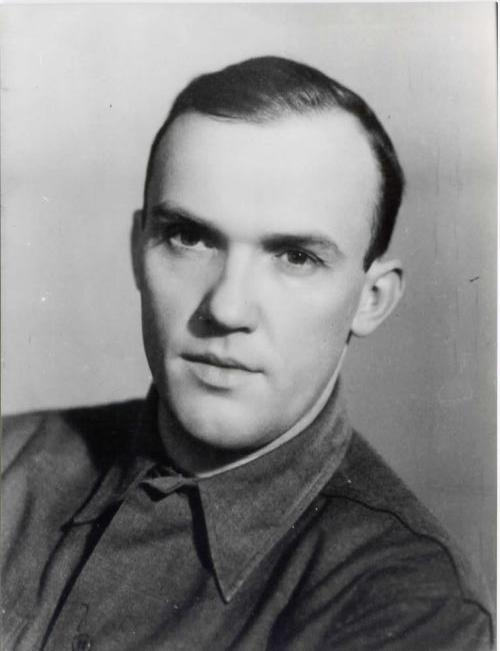
Matej Bor en la década de 1930.

Nació en Grgar, muy cerca de Gorizia. Después de la Primera Guerra Mundial se trasladó con su familia a Celje, donde estudió en el Liceo de Celje. En 1937 se diplomó de esloveno en la Facultad de Filosofía y Letras de Liubliana. Durante sus estudios publicó críticas, ensayos y poesía en la revista literaria eslovena Ljubljanski zvon. En el año 1941 se incorporó al movimiento partisano. Principalmente trabajó en el campo de cultura y la propaganda. Después de la Segunda Guerra Mundial fue el miembro de SNOS y el presidente de Drama entre los años 1946 y 1948. Casi diez años después se convirtió en el presidente de la Asociación de escritores eslovenos y fue el presidente del Centro PEN esloveno desde 1962 hasta 1966.

## Obras
- Previharimo viharje (Tempestar las tempestades) (1942)
- Pesmi (Poemas) (1944)
- Gospod Lisjak (Señor Zorro) (1950)
- Bršljan nad jezom (Hiedra sobre el dique) (1951)
- Uganke (Enigmas) (1951)
- Sled naših senc (Huellas de nuestras sombras) (1958)
- Zvezde so večne (Estrellas son eternas) (1960)
- Podoknice tišini (Serenata a silencio) (1983)
- Sto manj en epigram (Cien menos un epigrama) (1985)